# Straffeproces
 Denne artikel omhandler overvejende eller alene danske forhold. Hjælp gerne med at gøre artiklen mere almen.
Straffeproces er den måde, som offentlige straffesager gennemføres på. Måden er fastlagt i et regelsæt, som samlet kan kaldes de straffeprocesuelle regler. I dansk ret står hovedparten af disse regler i retsplejelovens (RPL) fjerde bog.
I en straffesag er der to parter. Anklagemyndigheden og den tiltalte. Sidstnævnte betegnes forskelligt, alt efter tidspunktet for en eventuel straffesag. Betegnelsen "gerningsperson" kan dog altid benyttes. Såfremt politiet har eftersøgt gerningspersonen, kan man betegne vedkommende "eftersøgte". Er gerningspersonen sigtet for en lovovertrædelse, benævnes vedkommende "sigtede". Er der rejst tiltale, benævnes vedkommende "tiltalte". Er der kun mistanke, men hverken sigtelse eller tiltale, kan vedkommende benævnes "mistænkte". Når straffesagen er slut, benævnes personen som "dømt" eller "frifundnet" alt efter sagen udfald.
Under en straffesag kan retten tage stilling til, om gerningspersonen skal betale erstatning til den person, som har været udsat for gerningspersonens kriminelle handling. Den person (offeret) benævnes forurettede. Den forurettede kan få en bistandsadvokat, jf. RPL § 741 a til § 741 g.
Gerningspersonen kan pålægges at betale forurettede en erstatning. Det kan fx være erstatning for forurettedes udgifter til psykologbehandling, tabt arbejdsfortjeneste eller lignende. Er der tale om en seksualforbrydelse, en meget grov voldsforbrydelse eller en krænkelse af forurettedes fred eller ære, kan gerningspersonen også dømmes til at betale godtgørelse for den lidte tort til forurettede. Det fremgår af erstatningsansvarslovens § 26. I alle disse tilfælde er der tale om, at forurettede beder retten tage stilling til et civilretligt krav under straffesagen. Et sådan krav kalder man derfor et adhæsionskrav. En proces, der behandler både straffesag og adhæsionskrav betegnes adhæsionsproces.

## Straffeprocessuelle tvangsindgreb
Tvangsindgreb i den personlige frihed reguleres af retsplejeloven; som hovedregel kræver anvendelsen af et tvangsindgreb en retskendelse, som populært kaldes dommerkendelse. Tvangsindgreb rettes oftest mod mistænkt(e) person(er).

### Krav til tvangsindgreb
Der stilles fire krav til tvangsindgreb:
- Kriminalitetens art, altså jo grovere kriminalitet, jo mere intensivt tvangsindgreb accepteres.
- Mistankens styrke fra begrundet mistanke (som er kravet til anholdelse, jf. RPL § 755, stk. 1) over bestyrket mistanke til særlig bestyrket mistanke (som er kravet til varetægtsfængsling, jf. RPL § 762, stk. 2)[12][13]
- Indikationskravet foreskriver, at tvangsindgrebet skal kunne gavne efterforskningen.
- Ydermere er ethvert tvangsindgreb underlagt proportionalitetskravet.[14]

### Eksempler på tvangsindgreb
Til tvangsindgreb hører fængsling, som er en type frihedsberøvelse, og telefonaflytning, der er et indgreb mod meddelelseshemmeligheden.
Tvangsindgreb mod en mistænkt person omfatter ransagning, beslaglæggelse, teleobservation samt indgreb i meddelelseshemmeligheden foruden anholdelse og varetægtsfængsling.
En varetægtsfængsling træffer en domstol afgørelse om, men først begærer politiet varetægtsfængsling, jf. RPL § 764. Varetægtsfængsling kan ske, hvis det kan forventes, at den mistænkte vil flygte, jf. RPL § 762, stk. 1, nr. 1; desuden kan varetægtsfængsling være anvendelig, hvis der er grund til at forvente, at den mistænkte vil begå en lignende forbrydelse, jf. RPL § 762, stk. 1, nr. 2; endelig kan varetægtsfængsling være relevant, hvis der er rimelig grund til at antage, at den mistænkte vil hindre efterforskningen (kollisionsfare), jf. RPL § 762, stk. 1, nr. 3.
Hjemmel til ransagning findes i RPL §§ 793-799. Ransagning hos ikke-mistænkt fremgår af RPL § 795.
Beslaglæggelse kan sikre bevismidler eller sikre den forurettedes krav på tilbagelevering el. erstatning eller sikre det offentlige krav på erstatningsomkostninger el. bøder; endelig kan beslaglæggelse tjene det formål at hindre den mistænkte i at unddrage sig sagens videre opklaring, jf. RPL § 801.
Personundersøgelse omfatter såvel socialundersøgelse med hjemmel i RPL § 808 som mentalundersøgelse med hjemmel i RPL § 809.
Af øvrige tvangsindgreb kan nævnes: rumaflytning, brevåbning og brevstandsning, jf. RPL § 782.
Optagelse af fingeraftryk er også et tvangsindgreb; Kriminalitetskravet til at tage fingeraftryk er en strammeramme på 18 måneders fængsel, jf. RPL 792 a, stk. 1, nr. 2.
Kriminalforsorgen kan fotografere og optage fingeraftryk af varetægtsarrestanter med henblik på senere identifikation ifølge RPL § 776 a, stk. 1.
Hertil kommer dataaflæsning med hjemmel i RPL § 791 b.

### Eksempler på tvangsindgreb mod ikke-mistænkte
Enkelte tvangsindgreb kan anvendes over for ikke-sigtede personer, fx vidnepligt med hjemmel i RPL § 168. Ransagning og beslaglæggelse samt edition kan anvendes mod ikke mistænkte.
Ransagning hos en ikke mistænkt person har hjemmel i RPL § 793. Bestemmelsen i RPL rummer fire former for ransagning: Ransagning af boliger og husrum m.v. i RPL § 793, stk. 1, nr. 1. Den anden form for ransagning omfatter andre genstande og lokaliteter udenfor husrum, som fx uaflåst bil eller en lade, jf. RPL § 793, stk. 1, nr. 2. Den tredje form for ransagning omfatter frit tilgængelige steder i RPL § 793, stk. 2. Mens den fjerde form for ransagning sker for at eftersøge en mistænkt person, der skal anholdes eller pågribes; se RPL § 793, stk. 3. Hemmelig ransagning har hjemmel i RPL § 799, stk. 1.
Hjemmel til at observere et ikke frit tilgængeligt sted har hjemmel i RPL § 791 a.
Midlertidig beslaglæggelse hos en ikke mistænkt person har hjemmel i RPL § 801, stk. 1. Brug af politiagenter har hjemmel i RPL §§ 754 a - 754 d.
Hjemmel til at pålægge en person edition, som er pligt til at udlevere en genstand findes i RPL § 804, stk. 1. Editionspligt kendes også i en civil retssag.

## Straffeprocessuelt princip
Princippet om favor defensionis (forsvarets begunstigelse) betyder, at "det er bedre, at ti skyldige bliver frifundet, end at én uskyldig bliver dømt."